# Жамбил (Зерендинський район)
Жамби́л (каз. Жамбыл) — село у складі Зерендинського району Акмолинської області Казахстану. Адміністративний центр Кусепського сільського округу.
Населення — 33 особи (2021; 114 у 2009, 218 у 1999, 268 у 1989).
Національний склад станом на 1989 рік:
- казахи — 100 %.

Станом на 1989 рік село називалось Джамбул.